# لپ‌کرکی نخودی
لُپ‌کُرکی نخودی (نام علمی: Pseudocolaptes lawrencii) نام یک گونه از سرده لپ‌کرکی است.